# Vinicunca
Il Vinicunca (chiamata anche Montaña de Siete Colores e Montaña Arcoíris) è una montagna delle Ande alta 5.200 m s.l.m. Si trova a 138 km a sud-est della città di Cusco, tra le province di Quispicanchi e Canchis, nella regione di Cusco, in Perù.

## Descrizione
È caratterizzata dalla presenza di striature verticali parallele di 7 colori diversi, che fanno in modo che la montagna assomigli a un arcobaleno.
I diversi colori sono dovuti ai diversi minerali, che nel corso di milioni di anni si sono depositati e sovrapposti. 
Il fatto che oggi gli strati siano in strisce verticali si può spiegare con la tettonica delle placche: la collisione fra la placca di Nazca e la placca sudamericana ha spinto la crosta terrestre verso l’alto, generando la catena montuosa delle Ande e facendo innalzare questa particolare porzione del territorio.
I colori sono dati dai seguenti minerali:
- Il rosso dall'ossido di ferro;
- Il rosa dal manganese;
- Il giallo dallo zolfo;
- Il biancastro dalla marna (carbonato di calcio);
- il blu-verde dall'ossidazione del rame per reazione con acqua e ossigeno;
- il marrone è composto da un fanglomerato di roccia e magnesio;
- le strisce nere sono di granito.